# Sonata per violoncello e pianoforte (Rachmaninov)
La Sonata per violoncello e pianoforte, Op. 19, in sol minore, fu composta da Sergej Vasil'evič Rachmaninov nel 1901, e venne pubblicata l'anno successivo.

## Storia della composizione
La sonata per violoncello e pianoforte fu scritta da Rachmaninov nel 1901, poco dopo il secondo concerto per pianoforte. Il compositore dedicò il lavoro all'amico violoncellista Anatolij Brandukov, che lo interpretò nella prima esecuzione a Mosca assieme a Rachmaninov stesso al pianoforte, il 2 dicembre 1901. Sembra che Rachmaninov abbia poi apportato alcune modifiche alla partitura, che riporta la data del 12 dicembre 1901.

## Struttura della composizione
Rachamninov considerò il ruolo del pianoforte non come un mero accompagnamento, ma alla pari del violoncello. La maggior parte dei temi sono introdotti dal pianoforte, per essere poi abbelliti e sviluppati dal violoncello.. Come di consueto per le sonate del periodo romantico, la composizione è formata da quattro movimenti: 
1. Lento – Allegro moderato (sol minore)
2. Allegro scherzando (do minore)
3. Andante (mi bemolle maggiore)
4. Allegro mosso (sol maggiore)

La durata della sonata è di circa 35'.